# Kruseler-Püppchen

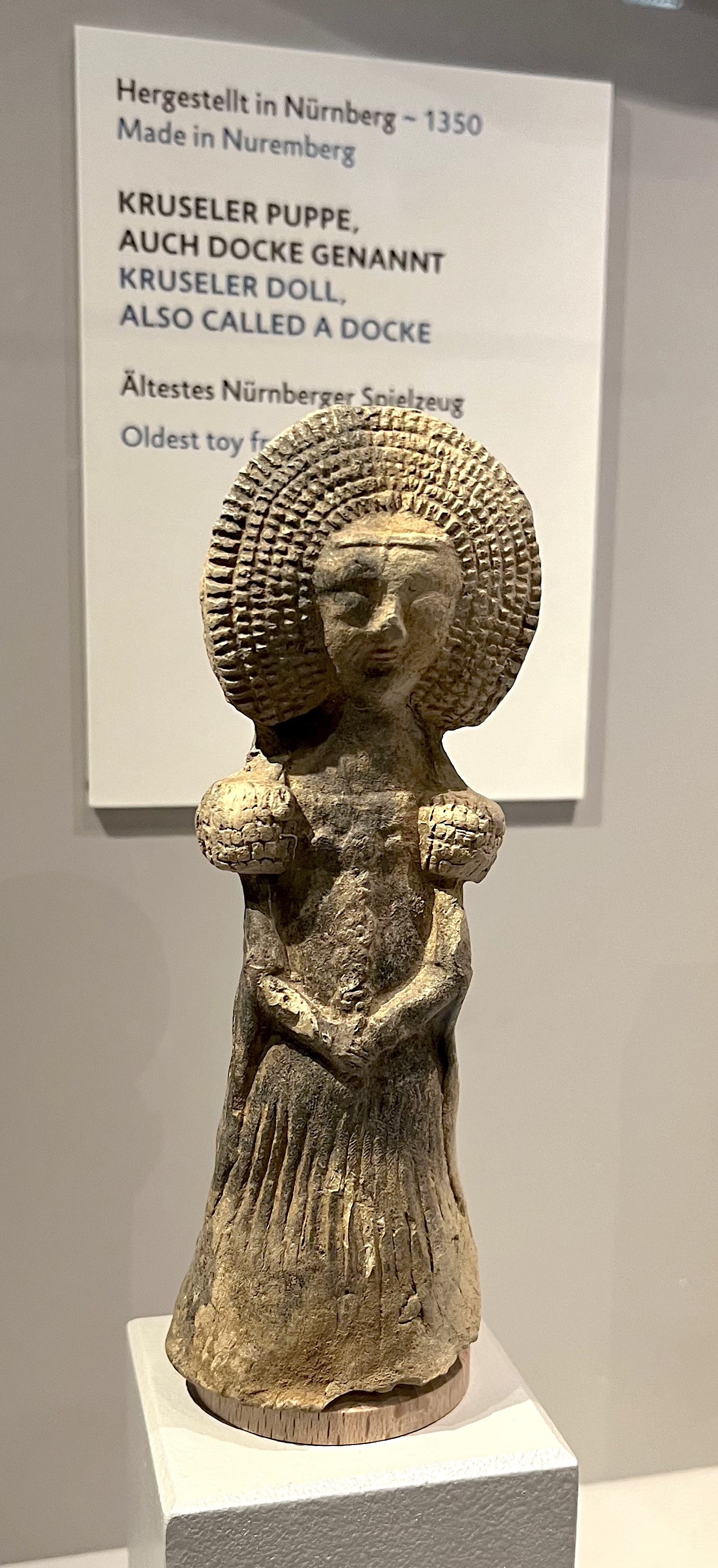
Kruseler Puppe im Spielzeugmuseum Nürnberg

Kruseler-Püppchen, auch Krüseler-Püppchen oder Kruselerpuppen, aber ebenso Pfeifentonpüppchen genannt, waren im 14. und 15. Jahrhundert in Süddeutschland weit verbreitete, aus hellem Ton gefertigte, etwa handgroße Figürchen, die sowohl als Spielzeug dienten, als auch als Heiligenfiguren. Der Name leitet sich vom Kruseler ab, einer Damenkopfbedeckung, die in Europa von 1350 bis 1420 getragen wurde.
Derlei Spielzeuge wurden im 12. und 13. Jahrhundert noch von Hand modelliert, ebenso wie die Heiligenfiguren. Doch im 14. Jahrhundert begann man, sie mit Hilfe von Modeln in Serie zu produzieren, insbesondere ab der 2. Hälfte des 14. Jahrhunderts. Eine solche Serienproduktion von Spielzeug tauchte damit zum ersten Mal auf. Die Vorderseite entstand durch den Abdruck der Modelform mit hellem Pfeifenton – dabei handelte es sich um einen fein geschlämmten, fast weißen Ton –, die Rückseite blieb zumeist flach.
Archäologisch nachgewiesen sind entsprechende Werkstätten von sogenannten „Bilderbäckern“, die diese Produktion also nicht mehr neben anderen Produktionen betrieben, in Utrecht, Köln und Worms, vermutet werden sie aber auch in Nürnberg und Calw. Hölzerne Puppen, Docken genannt, wurden hingegen von „Dockenmachern“ hergestellt, wobei das Wort vom Holzblock abgeleitet ist.